# Dicrania femorata
Dicrania femorata är en skalbaggsart som beskrevs av Mannerheim 1829. Dicrania femorata ingår i släktet Dicrania och familjen Melolonthidae. Inga underarter finns listade i Catalogue of Life.